# Théo Malget
Théo Malget (ur. 2 marca 1961) – luksemburski piłkarz grający na pozycji pomocnika. W swojej karierze rozegrał 47 meczów i zdobył 3 gole w reprezentacji Luksemburga.

## Kariera klubowa
Swoją karierę piłkarską Malget rozpoczął w klubie FC Wiltz 71. W 1981 roku zadebiutował w nim w drugiej lidze luksemburskiej i w 1982 roku awansował z nim do pierwszej ligi. W 1985 roku przeszedł do Aveniru Beggen. W sezonie 1985/1986 został z nim mistrzem kraju, a w sezonie 1986/1987 zdobył Puchar Luksemburga. W sezonie 1987/1988 grał w niemieckim 1. FC 08 Birkenfeld, a w latach 1988–1995 ponownie w FC Wiltz 71.

## Kariera reprezentacyjna
W reprezentacji Luksemburga Malget grał od 1982 do 1993 roku, rozegrał 47 meczów i strzelił 3 bramki. Zadebiutował 27 kwietnia 1982 roku w przegranym 0:1 towarzyskim meczu z Francją, rozegranym w Esch-sur-Alzette. W swojej karierze grał w eliminacjach do 6 truniejów rangi mistrzostw świata i Europy: Euro 84, MŚ 1986, Euro 88, MŚ 1990, Euro 92 i MŚ 1994.